# William Conway (cardinal)
William John Conway (n. 22 ianuarie 1913, Belfast, Regatul Unit al Marii Britanii și Irlandei – d. 17 aprilie 1977, Armagh, Irlanda de Nord, Regatul Unit) a fost un cleric catolic irlandez, din 1963 arhiepiscop de Armagh, ridicat în 1965 la rangul de cardinal. 